# Accademia dell'Arcadia
L'Accademia dell'Arcadia è un'accademia letteraria fondata a Roma il 5 ottobre 1690 da Giovanni Vincenzo Gravina e da Giovanni Mario Crescimbeni, coadiuvati nell'impresa anche dal torinese Paolo Coardi.
Essa nasce in occasione dell'incontro, nel convento annesso alla chiesa di San Pietro in Montorio, di quattordici letterati, appartenenti al circolo della regina Cristina di Svezia. Questi sono gli umbri Giuseppe Paolucci di Spello, Vincenzo Leonio da Spoleto e Paolo Antonio Viti di Orvieto, i romani Silvio Stampiglia e Jacopo Vicinelli, i genovesi Pompeo Figari e Paolo Antonio del Nero, i toscani Melchiorre Maggio di Firenze e Agostino Maria Taia di Siena, Giambattista Felice Zappi di Imola e il cardinale Carlo Tommaso Maillard di Tournon di Nizza.
L'Accademia è considerata non solamente come una semplice scuola di pensiero, ma come un vero e proprio movimento letterario che si sviluppa e si diffonde in tutta Italia durante tutto il Settecento in risposta a quello che era considerato il cattivo gusto del Barocco.
Essa si richiama nella terminologia e nella simbologia alla tradizione dei pastori-poeti della mitica regione dell'Arcadia ed il nome fu trovato da Taia durante una adunata ai Prati di Castello, a quei tempi un paesaggio pastorale. Oltre al nome dell'Accademia, emblematico da questo punto di vista, fu scelto seguendo questa tendenza anche il nome della sede, una villa sulla salita di via Garibaldi sulle pendici del Gianicolo: "Bosco Parrasio". I suoi membri furono detti Pastori, Gesù bambino (adorato per primo dai pastori) fu scelto come protettore; come insegna, venne scelta la siringa del dio Pan, cinta di rami di alloro e di pino e ogni partecipante doveva assumere, come pseudonimo, un nome di ispirazione pastorale greca.

## Descrizione

### L'aneddoto della fondazione
(Giovanni Battista Corniani.)
I teorici dell'Arcadia furono soprattutto Gian Vincenzo Gravina e lo stesso Giovanni Mario Crescimbeni; i poeti di maggior rispetto furono Carlo Innocenzo Frugoni, Paolo Rolli, Jacopo Vittorelli, Ludovico Savioli e Pietro Metastasio.

### Programma letterario
(Gaetano Moroni)
I caratteri letterari dell'Accademia furono frutto del confronto tra due dei fondatori, Gian Vincenzo Gravina e Giovanni Mario Crescimbeni. Il primo vedeva nell'Accademia il centro propulsore di un rinnovamento non solo letterario, ma anche culturale. Questo ambizioso progetto era sostenuto dalla sua concezione della poesia come veicolo rivelatore di verità essenziali. Propose come modelli letterari Omero e Dante. Inoltre non gradiva gli aspetti mondani che l'accademia stava sempre più assumendo. Il programma di Crescimbeni era decisamente più moderato e puntava a una più semplice reazione al disordine barocco ripristinando il buon gusto. Crescimbeni puntava a raggiungere un certo classicismo con una poesia chiara, regolare di matrice petrarchesca e ispirata alle forme metriche di Gabriello Chiabrera. Prevalse il programma di Crescimbeni, dal momento che anche gli altri membri avevano come obiettivo non l'elaborazione di una nuova cultura, ma una nuova poesia classicheggiante, semplice e aggraziata.
Tra le conseguenze di questo dissidio, vi fu una scissione, nel 1711, che portò alla fondazione di una Seconda Arcadia, patrocinata dagli scolari del Gravina, che tre anni dopo venne denominata Accademia de' Quirini. Nel 1719 i due rami si ricompattarono, per omaggiare Gravina, morto l'anno prima.
Dal punto di vista estetico gli scrittori dell'Arcadia sono classicisti, mentre dal punto di vista filosofico sono razionalisti e si richiamano a Cartesio, come bene mostra il percorso artistico di Pietro Metastasio, allievo di Gian Vincenzo Gravina.

### La questione della sede

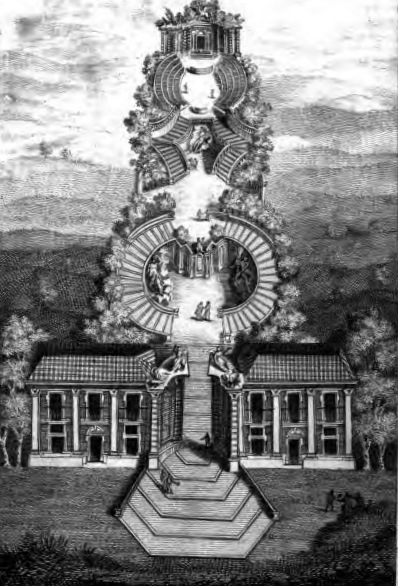
Il Bosco Parrasio

Gli Arcadi cominciarono a riunirsi nei giardini del Duca di Paganica a San Pietro in Vincoli dove, seduti per terra o su dei sassi, presero a recitare i loro versi.
Dal 27 maggio 1691 si trasferirono nel giardino di Palazzo Riario, ex residenza di Cristina di Svezia, dove ebbero a disposizione una specie di fosso rotondo che comunque aveva parvenza di teatro. Nel 1693 si trasferirono ancora presso gli Orti Palatini, ove il Duca di Parma diede loro il permesso di edificare un teatro agreste di forma circolare, a due ordini di posti in legno e terra e rivestito di fronde di alloro.
Nel 1699 si spostarono ancora, stavolta nel giardino del duca Antonio Salviati, che aveva fatto scavare in una collinetta un teatro romaneggiante; alla morte del duca, nel gennaio 1704, furono sfrattati dagli eredi e dunque nel luglio del 1705, per celebrare i Giochi Olimpici, dovettero ricorrere all'ospitalità del principe D. Vincenzo Giustiniani.
Successivamente, dall'11 settembre 1707, Francesco Maria Ruspoli, principe di Cerveteri, mise loro a disposizione un suo parco sull'Esquilino in attesa che fosse pronto un anfiteatro in un'altra sua villa sull'Aventino che divenne sede fissa delle adunanze fino al 1725.
Finalmente, grazie a una donazione di quattromila scudi di Giovanni V del Portogallo, anche lui arcade, l'Accademia poté acquistare una sede tutta sua, ovvero l'Orto dei Livi alle pendici del Gianicolo, che l'architetto e arcade Antonio Canevari trasformò nel Bosco Parrasio. Canevari strutturò il giardino su tre piani collegati da due rampe di scale. Sul primo terrazzamento fu edificato un teatro di forma ovale con tre ordini di sedili e un leggio di marmo. Al secondo livello si trova una finta grotta arcadica e, al terzo, un'edicola commemorativa che ricorda la donazione di Giovanni V. Il Serbatoio, cioè l'edificio che fungeva da archivio e segreteria, fu definitivamente ristrutturato nella forma odierna nel 1838 da Giovanni Azzurri, che lo dotò di una facciata in stile esedra.

### Organigramma
L'Accademia era una democrazia dove sovrana era l'assemblea dei membri che aveva l'obbligo di riunirsi almeno due volte in inverno e una in estate. A convocarla e a presiederla era preposto un Custode, eletto, con scrutinio segreto, ogni quattro anni durante la celebrazione dei Giochi Olimpici.
Il Custode doveva anche nominare, tra tutti gli Arcadi che risiedevano in Roma, un collegio di 12 Vicecustodi che ogni anno dovevano essere sostituiti per la metà.
Sempre di nomina del custode c'erano anche due Sottocustodi con funzioni di cancellieri e un Vicario o Protocustode che, in caso di impedimento del facente funzioni, aveva il compito di sostituirlo.

### Criteri e metodi di ammissione
Per entrare nell'accademia, che era a numero chiuso, era necessario possedere tre requisiti fondamentali ovvero: avere minimo 24 anni, una reputazione e una storia personale rispettabile ed essere oggettivamente riconosciuto un esperto in una qualche area del sapere e, se maschi, era obbligatoria anche la competenza in una qualche disciplina letteraria.
L'ammissione all'accademia avveniva in cinque modi differenti a seconda dei candidati.
1. Per acclamazione. Riservata a cardinali, principi, viceré ed ambasciatori. Alla proposta del nome del candidato ogni Arcade dava il proprio assenso o diniego ad alta voce durante un'assemblea celebrata a porte chiuse.
2. Per annoverazione. Riservata alle signore. Il Collegio dei Vicecustodi proponeva all'assemblea le candidate e i soci, a porte chiuse ma a voce alta, decidevano in senso favorevole o contrario.
3. Per rappresentazione. Riservata ai giovani nobili. L'assemblea delegava una commissione ristretta che la rappresentasse e decidesse al suo posto sull'ammissione o meno dei candidati.
4. Per surrogazione. Riservata a tutti gli altri. Per sostituire i posti lasciati vacanti, per morte o malattia, da altri Arcadi l'assemblea decideva sugli aspiranti ma a scrutinio segreto.
5. Per destinazione. Ad integrazione della precedente. Essendo difficile tenere il conto esatto di tutti gli Arcadi che venivano a mancare, per non escludere troppo a lungo personaggi anche di spicco, con voto segreto dell'assemblea, si dava il via libera all'associazione di nuovi membri assegnando loro anche un nome arcadico. Coloro che venivano nominati in questo modo divenivano membri effettivi, cioè potevano partecipare alle manifestazioni, solo quando il Custode, ricevuta notizia certa della scomparsa di uno dei vecchi soci, li convocava e procedeva alla nomina ufficiale.

Al momento dell'ingresso nella congrega il neofita avrebbe ricevuto dall'assemblea un nuovo nome, con cui sarebbe stato conosciuto in Arcadia. Il nome arcadico era costituito da due parti: la prima veniva assegnata con un sorteggio mentre l'epiteto seguente era scelto dal candidato, previa approvazione dell'adunanza, purché facesse riferimento o a un luogo dell'Arcadia mitologica o geografica oppure vi fosse comunque collegato.

### Le colonie arcadiche
(Giovanni Mario Crescimbeni)
Esse erano:
- Colonia Forzata fondata in Arezzo nell'Accademia dei Forzati il 3 gennaio 1692
- Colonia Camaldolese fondata nella Religione dei Monaci Camaldolesi il 15 ottobre 1694
- Colonia Animosa fondata in Venezia il 29 aprile 1698
- Colonia Renia fondata in Bologna il 29 aprile 1698. Motto: Matris se subjicit umbrae
- Colonia Elvia fondata in Macerata il 18 giugno 1698. Motto: Cibo altro non vuole
- Colonia Ferrarese fondata in Ferrara il 23 marzo 1699
- Colonia Fisiocritica fondata in Siena nell'Accademia dei Fisiocritici il 19 gennaio 1700. Motto: Veris quod possit vincere falsa
- Colonia Metaurica fondata in Urbino il 28 febbraio 1701. Motto: Micat inter omnes
- Colonia Alfea fondata in Pisa il 24 maggio 1700
- Colonia Crostolia fondata in Reggio Emilia il 2 agosto 1703. Motto: Non portano già guerra a' nostri carmi
- Colonia Sebezia fondata in Napoli il 17 agosto 1703
- Colonia Mariana fondata nella Religione dei Chierici Regolari delle Scuole Pie l'8 novembre 1703. Motto: Hinc satur
- Colonia Rubicona fondata in Rimini il 4 gennaio 1704
- Colonia Isaurica fondata in Pesaro il 26 febbraio 1704
- Colonia Caliese fondata in Cagli il 2 maggio 1704. Motto: Arbor vittoriosa e trionfale
- Colonia Milanese fondata in Milano il 2 maggio 1704. Motto: Anne deus geniusque loci?
- Colonia Giulia fondata in Udine il 24 luglio 1704. Motto: Trunco non frondibus
- Colonia Ligustica fondata in Genova il 19 febbraio 1705. Motto: Respondere parati
- Colonia Veronese fondata in Verona il 18 settembre 1705
- Colonia Augusta fondata in Perugia il 24 ottobre 1707
- Colonia Emonia fondata in Lubiana il 7 marzo 1709
- Colonia Lamonia fondata in Faenza nell'Accademia dei Filoponi il 1º giugno 1714. Motto: Difficile Effossu
- Colonia Paternia fondata nella Religione dei Chierici Regolari Minori l'11 giugno 1714
- Colonia Trebbiense fondata in Piacenza il 4 febbraio 1715. Motto: Dulcedine capta
- Colonia Sibillina fondata in Tivoli il 5 febbraio 1716. Motto: Vati nunc vatibus
- Colonia Cenomana fondata in Brescia il 31 agosto 1716. Motto: Et respondere parati
- Colonia Riformata fondata in Cesena nell'Accademia dei Riformati il 21 gennaio 1717
- Colonia Innominata fondata in Bra nell'Accademia degli Innominati il 23 settembre 1717. Motto: Stat magni nominis umbra
- Colonia Fulgina fondata in Foligno il 16 dicembre 1717. Motto: Fraterno lumine
- Colonia Poliziana fondata in Montepulciano il 7 aprile 1718. Motto: Foetum sociantur in unum
- Colonia Aternina fondata in L'Aquila il 7 giugno 1719. Motto: Vel murmure concors
- Colonia Cluentina fondata in Camerino il 12 dicembre 1719. Motto: Equum foedus
- Colonia Tegea fondata in Chieti il 7 marzo 1720. Motto: Matris nomina servat
- Colonia Cremonese fondata in Cremona il 6 giugno 1720. Motto: A guisa di un bel sol fra l'altre irradia
- Colonia Oretea fondata in Palermo il 12 gennaio 1721. Motto: Excussus dulcedine surgit
- Colonia Ingauna fondata in Albenga nell'Accademia dei Mesti il 9 dicembre 1721. Motto: Laeti redeunt
- Colonia Velina fondata in Rieti nel 1723. Motto: Cadendo resurgit
- Colonia Estense fondata in Correggio il 1º dicembre 1724
- Colonia Giania fondata in Fabriano il 6 agosto 1725
- Colonia Gabella fondata in Carpi il 27 dicembre 1726. Motto: Quoniam convenimus
- Rappresentanza Stravagante fondata nel Collegio Clementino di Roma il 24 aprile 1695. Motto: Placidis coeunt immitia
- Rappresentanza Ravvivata fondata nel Seminario Romano il 9 maggio 1716. Motto: Pomis sua nomina servat
- Rappresentanza Nazzarena fondata nel Collegio Nazareno di Roma l'11 novembre 1717. Motto: Tibi militat
- Rappresentanza Angustiata fondata nel Collegio dei Nobili di Savona il 19 agosto 1721. Motto: Restrictio vires
- Colonia Emonia (detta prima degli Incostanti) fondata in Busseto dai fratelli Buonafede e Fabio Vitali e dall'abate Francesco Eletti l'1 Marzo 1749
- Colonia Arcadica Clementina fondata dai Frati Minori Conventuali di Bologna il 7 dicembre 1769.

### Custodi generali dell'Arcadia

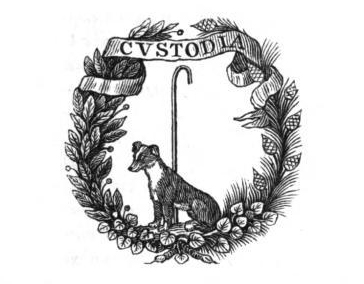
Sigilli dei Custodi Generali dell'Arcadia

1. Giovanni Mario Crescimbeni (Alfesibeo Cario)[8]
2. Francesco Lorenzini (dapprima Filacida Eliaco, poi Filacida Luciniano, 1680-1743), custode dal 1728 al 1743.
3. Michele Giuseppe Morei (Mireo Roseatico, 1695-1767). Fu in carica dal 1743 al 1766[9].
4. Giuseppe Brogi (Acamante Pallanzio)[10], morto il 7 agosto 1772[11].
5. Gioacchino Pizzi (Nivildo Amarinzio) custode fino all'8 settembre 1790.
6. Luigi Godard (Cimante Micenio) dal 1790 al 1824.
7. Loreto Antonio Santucci (Larindo Tesejo, m. 1845), dal 1824 fino al 1828[12]
8. Gabriele Laureani (Filandro Geronteo, 1788-1849), dal 1829 fino al 1849[13].
9. Paolo Barola (Cratildo Lampeo) (1788-1863), fino al 1863.
  1. Fabio Sorgenti (Sergesio Timbreo), custode per 8 mesi tra il 1854 e il 1855.
10. Antonio Somai (Ortodico Calcidiense), fino al 1869.
11. Stefano Ciccolini (Agesandro Tresporide) fino al 1888.
12. Agostino Bartolini (Eristeno Nassio, 1839-1916)
13. Enrico Salvadori (Licando Clidonio), fino al luglio 1924.[14]
14. Nicola Festa (Maronte Larisseo), fino al 1940.
15. Luigi Pietrobono (Edelio Echeo), fino al 1953.
16. Pietro Paolo Trompeo (Diodoro Milesio), dal 1953 al 1958
17. Alfredo Schiaffini (Antimaco Erimanteo), fino al 1971[15].
18. Francesco Gabrieli (Agastene Licio), fino al 1985.
19. Aulo Greco (Callistene Argolico), dal 1985 al 1998.
20. Maria Teresa Acquaro Graziosi (Amaranta Eleusina), dal 2000 al 2008.
21. Rosanna Pettinelli (Dalisia Emeresia), dal 2008 al 2021; decisivi i suoi studi sui Coryciana.
22. Maurizio Campanelli (Agesia Beleminio), in carica.

## Membri dell'Arcadia[16]

### Capi di Stato, politici, aristocratici
- Alessandro Benedetto Sobieski, principe di Polonia, col nome arcadico di Armonte Calidio.[17]
- Carlo III re di Napoli[17]
- Clemente Francesco di Baviera, principe[17], acclamato arcade nel 1755[18].
- Eszterházy, contessa ungherese, con il nome arcadico di Leucinda Abidena (1791)[17]
- Eleonora de Fonseca Pimentel (1752-1799), entrata nell'Accademia col nome di Altidora Esperetusa[19].
- Giovanni V del Portogallo[17], col nome arcadico di Arete Melleo[20].
- Giuseppe II d'Asburgo, imperatore di Casa d'Austria e re d'Ungheria e Boemia[21]
- Luis Francisco de la Cerda y Aragón, Duca di Medinaceli e Viceré di Napoli, col nome arcadio di Arconte Frisseo.[22]
- Maria Casimira Luisa de la Grange d'Arquien, regina di Polonia[17]
- Maria Antonia di Baviera (Ermelinda Talea), che soleva firmarsi E.T.P.A., "Ermelinda Talea Pastorella Arcade"[23].
- Alessandro Augusti, Conte di Senigallia e del soglio Reale di Polonia, acclamato arcade nel 1717 col nome arcadico di Il Generoso
- Stanislao Leszczyński, re di Polonia[17]
- Rocco Stella, conte del Sacro Romano Impero, col nome arcadico di Aristide Calidonio[24]

### Compositori e musicisti
- Arcangelo Corelli col nome arcadico di Arcomelo Erimanteo[25]
- Alessandro Marcello col nome arcadico di Eterio Stinfalico[26]
- Benedetto Marcello col nome arcadico di Driante Sacreo[27]
- Bernardo Pasquini col nome arcadico di Protico Azeriano[28]
- Alessandro Scarlatti col nome arcadico di Terpandro Azeriano[29]
- Giuseppe Valentini col nome arcadico di Euginaspe Leupinto.[30].

### Scrittori, poeti e artisti
Giuseppe Pilolli, di cui non si ricorda il nome arcadico ; pugliese, vissuto tra 1723 e 1794
- Giovan Girolamo Acquaviva col nome arcadico di Idalmo Trigonio[31]
- Lodovico Adimari col nome arcadico di Termisto Marateo[32]
- William J. Alban Sheehy[33]
- Carlo Albani col nome arcadico di Cleandro Elideo[34]
- Giovanni Kreglianovich Albinoni col nome arcadico di Dalmiro Tindario[35]
- Ercole Aldrovandi col nome arcadico di Griseldo Toledermio[36]
- Vittorio Alfieri col nome arcadico di Filacrio Eratrastico[37]
- Giuseppe Coluzio Alleoni col nome arcadico di Rosindo Lisiade[38]
- Niccolò Amenta col nome arcadico di Pisandro Antiniano[39]
- Tommaso Niccolò d'Aquino col nome arcadico di Melinto Leuttronio[40]
- Anna Maria Arduino Lodovisi col nome arcadico di Getilde Faresia[41]
- Fulvio Astalli col nome arcadico di Alasto Liconeo[42]
- Santi Bacchi col nome arcadico di Echeno Eurimedonzio[43]
- Giovan Tommaso Baciocchi col nome arcadico di Perideo Trapezunzio[44]
- Giovanni Baldanza col nome arcadico di Lermano Cinosurio[45]
- Emilia Ballati Orlandini col nome arcadico di Eurinda Annomidia[46]
- Teresa Bandettini col nome arcadico di Amarilli Etrusca[47]
- Ottavio Barattieri col nome arcadico di Tisameno Pelopide[48]
- Lorenzo Bellini col nome arcadico di Ofelte Nedeo[49]
- Cornelio Bentivoglio col nome arcadico di Entello Epiano[50]
- Luisa Bergalli (musa e poi consorte di Gasparo Gozzi), col nome arcadico Irminda Partenide[51]
- Aurelio de' Giorgi Bertola col nome arcadico di Ticofilo Cimerio[52]
- Saverio Bettinelli col nome arcadico di Diodoro Delfico[52]
- Antonio Bianchini col nome di Arginto Mergario[53]
- Cesare Bigolotti col nome arcadico di Clidemo Trivio[54]
- Giuseppe Bini col nome arcadico di Tegeso Acroniano[55]
- Luigi Biondi col nome arcadico di Filauro Erimanteo[56]
- Enea Antonio Bonini col nome arcadico di Acasto Lampeatico[57]
- Alessandro Borghi col nome arcadico di Dalete Carnasio[58]
- Maria Selvaggia Borghini col nome arcadico di Filotima Innia[59]
- Carlo Ireneo Brasavola col nome arcadico di Cresfonte Cauconeo[60]
- Francesco Brunamonti col nome arcadico di Diante Prosense[61]
- Giovan Francesco Bulgarini col nome arcadico di Elmante Lirceate[62]
- Maria Buonaccorsi Alessandri col nome arcadico di Leucride Ionide[63]
- Appiano Buonafede col nome arcadico di Agatopisto Cromaziano[64]
- Giulio Bussi col nome arcadico di Tirinto Trofeio[36]
- Francesco Maria Cagnani col nome arcadico di Eustasio Oeio[65]
- Gregorio Caloprese, col nome di Alcimedonte Cresio [Alfonso Mirto, Contributo alla biografia e alla bibliografia calopresiane, Napoli, Liguori, 2010
- Ranieri de' Calzabigi col nome arcadico di Liburno Drepanio[66]
- Francesco Maria Campello col nome arcadico di Logisto Nemeo[67]
- Vincenzo Camuccini col nome arcadico di Demofilo Efesio
- Ferdinando Antonio Campeggi col nome arcadico di Eureno Licio[68]
- Giacomo Canti col nome arcadico di Alisco Tortunio[69]
- Cecilia Capece Minutolo Enriquez col nome arcadico di Egeria Nestanea[70]
- Giuseppe Capogrossi col nome arcadico di Eudemo Pigelio[71]
- Orazio Antonio Cappelli col nome arcadico di Euchire Ercolanense[72]
- Antonio Caraccio col nome arcadico di Lacone Cromizio[73]
- Giovanna Caracciola col nome arcadico di Nosside Ecalia[74]
- Carmine Niccolò Caracciolo col nome arcadico di Salico Lepreonio[75]
- Ippolita Cantelmo Stuart col nome arcadico di Elpina Aroete[76]
- Paolo Francesco Carli col nome arcadico di Coridone Marachio[77]
- Francesco Maria Carrafa col nome arcadico di Nicandro Tueboate[78]
- Tiberio Carrafa col nome arcadico di Eliso Euteio[79]
- Pietro Paolo Carrara col nome arcadico di Clarimbo Palladico[80]
- Giovan Bartolommeo Casareggi col nome arcadico di Eritreo Faresio[81]
- Filippo Cataneo col nome arcadico di Laristo Carmoneo[82]
- Silvio de' Cavalieri col nome arcadico di Elmeto Alissio[83]
- Alessandro Cerrati Galanti col nome arcadico di Gantila Pelleneo[84]
- Melchiorre Cesarotti col nome arcadico di Meronte Larisseo[85]
- Isabella Cesi Ruspoli col nome arcadico di Almiride Ecalia[86]
- Tommaso Ceva col nome arcadico di Callimaco Neridio[87]
- Bartolommeo Ceva Grimaldi col nome arcadico di Clarisco Egireo[88]
- Agostino Chigi col nome arcadico di Teonte Euroteo[89]
- Giovan Batista Ciappetti col nome arcadico di Aurisco Elafio[90]
- Maria Luisa Cicci col nome arcadico di Erminia Tindaride[91]
- Francesco Domenico Clementi col nome arcadico di Agesilo Brentico[92]
- Nicola Coluzzi col nome arcadico di Ormindo Leuctronio[93]
- Francesco Corsetti (m. 1774), col nome arcadico di Oresbio Agieo[94]
- Giovan Batista Cotta col nome arcadico di Estrio Cauntino[95]
- Eustachio Crispi col nome arcadico di Benalgo Chelidorio[96]
- Benedetto Croce col nome arcadico di Eudoro Dionea[97].
- Giovan Carlo Crocchiante col nome arcadico di Teone Cleonense[98]
- Raimondo Cunich col nome arcadico di Perelao Megaride[99]
- Bonifacio De Luca con il nome arcadico di Stobeo Cirenio[100]
- Mattia de Paoli con il nome arcadico di Fileno Delpusiano[101]
- Carlo Castone Gaetano Della Torre col nome arcadico di Dorillo Dafnejo[102]
- Eurialo De Michelis col nome arcaico di Cinisbo Calcidiaco[103]
- Giovanni Battista de Miro col nome arcadico di Meone Lasionio
- Enrichetta Dionigi Orfei col nome arcadico di Aurilla Gnidia[103]
- Andrea Diotallevi col nome arcadico di Velalbo Trifiliano[104]
- Bartolomeo Dotti col nome arcadico di Viburno Megario[105]
- Matteo Egizio col nome arcadico di Timaste Pisandeo[106]
- Giovanni Enriquez col nome arcadico di Simandro Inachio[107]
- Giuseppe Maria Ercolani col nome arcadico di Neralco Castrimeniano[108]
- Carlo Emanuele d'Este col nome arcadico di Ateste Mirsinio[109]
- Filippo Ortensio Fabbri col nome arcadico di Alindo Scirtoniano[110]
- Paolo Falconieri col nome arcadico di Fronimo Epirio[111]
- Ferenc Faludi (1704-1779), col nome arcadico di Carpato Dindimeio[112]
- Giovanni Fantoni, col nome arcadico di Labindo Arsinoetico[113]
- Pompeo Figari col nome arcadico di Montano Falanzio[114]
- Vincenzo da Filicaia col nome arcadico di Polibo Emonio[115]
- Albert François Floncel col nome arcadico di Flangone Itomense
- Galeazzo Fontana col nome arcadico di Celisto Tegeatico[116]
- Niccolò Forteguerri col nome arcadico di Nidalmo Tiseo[117]
- Piero Andrea Forzoni Accolti col nome arcadico di Arpalio Abeatide[118]
- Francesco Fronsini col nome arcadico di Altemio Leucianitico[119]
- Carlo Innocenzo Frugoni col nome arcadico di Comante Eginetico[120]
- Vincenzio Maria Gabellotti col nome arcadico di Odalmo Apesanzio[121]
- Prudenza Gabrielli Capizucchi col nome arcadico di Elettra Citeria[122]
- Nicola Gaetani col nome arcadico di Elviro Triasio[123]
- Niccolò Garibaldi col nome arcadico di Emiro Plausteriano[124]
- Francesco Maria Gasparri col nome arcadico di Eurindo Olimpiaco[125]
- Emanuele Gerini col nome arcadico di Gerindo Elideo[113]
- Antonio Ghisilieri col nome arcadico di Frondisio Leonideio[126]
- Basilio Giannelli col nome arcadico di Cromeno Tegeatico[58]
- Girolamo Gigli col nome arcadico di Amaranto Sciaditico[127]
- Vittorio Giovardi col nome arcadico di Zetindo Elaita[128]
- Lisabetta Girolami Ambra col nome arcadico di Idalba Corinetea[129]
- Pietro Giubilei col nome arcadico di Egone Cerausio[130]
- Carlo Giustiniani col nome arcadico di Adelindo Gerenio[131]
- Tommaso Gnoli col nome arcadico di Alicante Cillenejo[132]
- Johann Wolfgang von Goethe col nome arcadico di Megalio Melpomenio[133]
- Carlo Goldoni col nome arcadico di Polisseno Fegejo[134]
- Corrado Gonzaga col nome arcadico di Nelindo Acontimacario[135]
- Ottavio Gonzaga col nome arcadico di Aulideno Melichio[96]
- Giovanni Vincenzo Gravina col nome arcadico di Bione Crateo[136]
- Domenico Gregori col nome arcadico di Diomede Itomeo[137]
- Giovanni Greppi col nome arcadico di Florimondo Ermioneo[138],[139]
- Teresa Grillo col nome arcadico di Irene Pamisia[50]
- Giovan Benedetto Gritta col nome arcadico di Placisto Amitaonio[140]
- Virginio Maria Gritta col nome arcadico di Torralbo Maloetide[141]
- Francesco Guadagni col nome arcadico di Eudoro Idalio[142]
- Alessandro Guidi col nome arcadico di Erilo Cleoneo[143]
- Luigi Lamberti col nome arcadico di Musonio Filagense[144]
- Marc'Antonio Lavaiana col nome arcadico di Elagildo Leuconio[145]
- Domenico Lazzarini col nome arcadico di Felicio Orcomeniano[146]
- Filippo Leers col nome arcadico di Siralgo Ninfasio[147]
- Francesco de Lemene col nome arcadico di Arezio Gateatico[148]
- Donato Antonio Leonardi col nome arcadico di Eladio Maleo[149]
- Vincenzio Leoni col nome arcadico di Uranio Tegeo[150]
- Francesco Antonio Lolli col nome arcadico di Lisippo Inacheo
- Giuseppe Lucina col nome arcadico di Filomolpo Corebio[151]
- Lorenzo Magalotti col nome arcadico di Lindoro Elateo[152]
- Carlo Maria Maggi col nome arcadico di Nicio Meneladio[153]
- Andrea Maidalchini col nome arcadico di Coreso Evanziano[154]
- Biagio Maioli d'Avitabile col nome arcadico di Agero Nonacride[155]
- Prospero Mandosio col nome arcadico di Plonico Alfeiano[156]
- Eustachio Manfredi col nome arcadico di Aci Delpusiano[131]
- Carlo Maratti col nome arcadico di Disfilo Coriteo
- Faustina Maratti Zappi col nome arcadico di Aglauro Cidonia[57]
- Benedetto Marcello con il nome arcadico di Driante Sacreo[157]
- Filippo Marcheselli col nome arcadico di Araste Ceraunio[158]
- Alessandro Marchetti col nome arcadico di Alterio Eleo[159]
- Vincenzo Marenco di Castellamonte col nome arcadico di Nicaste Fereo[160]
- Lorenzo de' Mari col nome arcadico di Amiro Citeriano[161]
- Carlo Francesco Martelli col nome arcadico di Mirtilide Langiano[162]
- Pier Iacopo Martelli col nome arcadico di Mirtilo Dianidio[163]
- Lorenzo Mascheroni col nome arcadico di Dafni Orobiano[164]
- Thomas James Mathias col nome arcadico di Lariso Salaminio[165]
- Girolamo Mattei Orsini col nome arcadico di Licota Ostracinio[166]
- Giulio Mattei col nome arcadico di Salenzio Itomeo[167]
- Carlo Mauri col nome arcadico di Crisarco Lampeo[168]
- Benedetto Menzini col nome arcadico di Euganio Libade[68]
- Pietro Metastasio col nome arcadico di Artino Corasio[169]
- Marco Milesi veneziano, amico di Goldoni, col nome arcadico di Fosildo Mirtunzio[170]
- Pompeo Camillo di Montevecchio col nome arcadico di Fertilio Lileo[171]
- Vincenzo Monti col nome arcadico di Antonide Saturniano[172]
- Maria Maddalena Morelli col nome arcadico di Corilla Olimpica[77]
- Gaetano Moroni col nome arcadico di Eliofilo Eteo[173]
- Ludovico Antonio Muratori col nome arcadico di Leucoto Gateate[174]
- Carlo Emanuele Muzzarelli col nome arcadico di Dalindo Efesio[175]
- Bartolomeo Nappini col nome arcadico di Silenio Anteante[176]
- Paolo Antonio del Negro col nome arcadico di Siringo Reteo[177]
- Teresa Nicolai Volpi col nome arcadico di Licori Tersilia[178]
- Luigi Omodei col nome arcadico di Doralgo Euritidio[70]
- Giovan Gioseffo Felice Orsi col nome arcadico di Alarco Erinnidio[148]
- Antonio Ottoboni col nome arcadico di Eneto Ereo[50]
- Pietro Ottoboni col nome arcadico di Crateo Ericinio[179]
- Giuseppe Maria Pagnini col nome arcadico di Eristisco Pilenejo[180]
- Niccolò Maria Pallavicino col nome arcadico di Salicio Boreo
- Sebastiano Paoli ebbe due nomi arcadici: Anastasio Pauteli[181] e Tedalgo Penejo[182]
- Petronilla Paolini Massimi col nome arcadico di Fidalma Partenide[183]
- Benedetto Paolucci col nome arcadico di Ircano Lampeo[184]
- Giuseppe Paolucci col nome arcadico di Alessi Cillenio[185]
- Irene Duclos Parenti col nome arcadico Lincasta Ericinia[186]
- Giuseppe Parini col nome arcadico di Darisbo Elidonio[187]
- Ferdinando Passerini col nome arcadico di Olimpio Batilliano[188]
- Francesco Passerini col nome arcadico di Linco Telpusio[189]
- Gaetana Passerini col nome arcadico di Silvia Licoatide[190]
- Giovan Batista Pastor col nome arcadico di Nicostrato Convileo[senza fonte]
- Teodorico Pedrini col nome arcadico di Dioro Taumasio[191]
- Alessandro Pegolotti col nome arcadico di Orialo Minieiano[192]
- Bernardino Perfetti col nome arcadico di Alauro Euroteo[193]
- Andrea Peschiulli col nome arcadico di Moeri Pholoetico[194]
- Orazio Petrochi col nome arcadico di Adalsio Metoneo[42]
- Giuseppe Petrosellini col nome arcadico di Enisildo Prosindio[195]
- Vincenzo Piazza col nome arcadico di Enotro Pallanzio[195]
- Lodovico Pico della Mirandola col nome arcadico di Aurasco Pamisiano[196]
- Giovanni Pindemonte col nome arcadico di Eschilo Acanzio[197]
- Giovanni Battista Piranesi con nome arcadico di "Salcindio Tiseio"[198]
- Angelo Poggesi col nome arcadico di Orsatto Cidario[199]
- Gaspare Randanini col nome arcadico di Amarinto Zacinteo[200]
- Clarina Rangoni di Castelbarco col nome arcadico di Idalia Elisiana[201]
- Giovan Batista Recanati col nome arcadico di Teleste Ciparissiano[182]
- Francesco Redi col nome arcadico di Anicio Traustio[202]
- Gregorio Redi col nome arcadico di Autone Manturese[203]
- Filippo Resta col nome arcadico di Ormonte Pereteo[188]
- Giovan Batista Ricchieri col nome arcadico di Eubeno Buprastio[204]
- Angelo Maria Ricci col nome arcadico di Filidemo Liciense[205]
- Elena Riccoboni col nome arcadico di Mirtinda Parraside[206]
- Pompeo Rinaldi col nome arcadico di Coralbo Aseo[207]
- Giuseppe Rivelli col nome arcadico di  Aristo Meonio [208]
- Giovanni Battista Rosani col nome arcadico di Elviro Nedeo[209]
- Francesco Maria Ruspoli col nome arcadico di Olinto Arsenio[210]
- Giuliano Sabbatini col nome arcadico di Ottinio Corineo[171]
- Giorgio Antonio Sacco col nome arcadico di Leandro Oresteo[211]
- Elisa Salvadori col nome arcadico di Glyceria[212]
- Anton Maria Salvini col nome arcadico di Aristeo Cratio[213]
- Aurora Sanseverino Gaetani col nome arcadico di Lucinda Coritesia[58]
- Carlo Sanseverino col nome arcadico di Egeo Bufagiano[27]
- Giuseppe Leopoldo Sanseverino col nome arcadico di Celiro Straziano[116]
- Iacopo Sardini col nome arcadico di Citisso Bleninio[214]
- Ludovico Savioli col nome arcadico di Lavisio Eginetico[215]
- Maria Antonia Scalera Stellini col nome arcadico di Aricia Gnateatide[216]
- Paolina Secco Suardo Grismondi col nome arcadico di Lesbia Cidonia[217]
- Alessandro Segni col nome arcadico di Fortunio Maloetide[218]
- Luca Serianni col nome arcadico di Virbindo Climenio
- Carlo Sernicola col nome arcadico di Arimedonte Parteniate[219]
- Giuseppe Maria Serra col nome arcadico di Dalindo Cinosurio[220]
- Carlo Severoli col nome arcadico di Efesio Arneo[29]
- Angelo Antonio Somai col nome arcadico di Ila Orestasio[221]
- Bernardo Spada col nome arcadico di Clorasto Eubeio[222]
- Leonida Spada col nome arcadico di Elmiro Miceneo[223]
- Agostino Spinola col nome arcadico di Almaspe Steniclerio[86]
- Silvio Stampiglia col nome arcadico di Palemone Licurio[224]
- Malatesta Strinati col nome arcadico di Licida Orcomenio[225]
- Maria Lisabetta Strozzi col nome arcadico di Nice Euripiliana[121]
- Fortunata Sulgher col nome arcadico di Temira Parasside[226]
- Rosa Taddei col nome arcadico di Licori Partenopea[227]
- Clotilde Tambroni col nome arcadico di Doriclea Sicionia[228]
- Filippo Tarducci col nome arcadico di Serindo Tirio[229]
- Florido Tartarini col nome arcadico di Gelindo Teccaleio[230]
- Francesco del Teglia col nome arcadico di Elenco Bocalide[149]
- Antonio Tommasi col nome arcadico di Vallesio Gareatico[231]
- Maria Felice Tibaldi col nome arcadico di Asteria Aretusa.
- Piero Ignazio della Torre col nome arcadico di Eumante Acheleio[148]
- Andrea Trabucco con il nome arcadico Albiro Mirtunziano.
- Maria Rosa Trotti Bentivoglio con il nome arcadico Eurilla Teutonia.[232]
- Giuseppe Antonio Fiorentino Vaccari Gioja col nome arcadico di Fedrio Epicuriano[134]
- Luigi Vanvitelli col nome arcadico di Archimede Fidiaco[233]
- Brandagligio Venerosi col nome arcadico di Nedisto Collide[108]
- Alessandro Verri col nome arcadico di Aristandro Pentelico[234]
- Maria Pellegrina Viale Rivaroli col nome arcadico di Dafne Eurippea[235]
- Giambattista Vico col nome arcadico di Laufilo Terio[236]
- Antonio Vidman col nome arcadico di Talete Elateo[237]
- Giacinto Vincioli col nome arcadico di Leonte Prineo[217]
- Tommaso Alessandro Vitali col nome arcadico di Ilindo Paragenite[238]
- Giovanni Antonio di Vizzaron col nome arcadico di Mirteo Teneate[239]
- Francesco Maria della Volpe (1666-1732) col nome arcadico di Cleogene Nassio
- Giovanni Francesco della Volpe (1686-1749) col nome arcadico di Flamisto Termeo[240]
- Antonio Zampieri col nome arcadico di Dareno Minteo[241]
- Ercole Maria Zanotti col nome arcadico di Onemio Dianio[188]
- Francesco Maria Zanotti col nome arcadico di Orito Piliaco[242]
- Lorenzo Zanotti col nome arcadico di Verildo Eleuterio[243]
- Giuseppe Zanotti col nome arcadico di Tilide Sperio
- Pietro Giovanni Zanotti col nome arcadico di Trisalgo Larisseate[244]
- Giambattista Felice Zappi col nome arcadico di Tirsi Leucasio[245]
- Apostolo Zeno col nome arcadico di Emaro Simbolio[246]
- Camillo Ranieri Zucchetti col nome arcadico di Nadasto Licoate[247]
- Costanza Moscheni col nome arcadico di Dorilla Peneia[248]

### Ecclesiastici
- Papa Innocenzo XIII, al secolo Michelangelo Conti, col nome arcadico di Aretalgo Argireo[249]
- Papa Pio VI, al secolo Giovanni Angelo Braschi, col nome arcadico di Timio Nemeo[250]
- Papa Pio VIII, al secolo Francesco Saverio Castiglioni, col nome arcadico di Eupemene Naupatteo[251]
- Papa Clemente XIV, al secolo Gian Vincenzo Antonio Ganganelli, col nome arcadico Pistofilo Elidense[252]
- Tommaso Aceti, vescovo di Lacedonia, erudito, col nome arcadico di Lavaste Enotrio[253]
- Alessandro Albani, cardinale, col nome arcadico di Chrisalgus Acidanteus[254]
- Antonio Codronchi, arcivescovo di Ravenna, col nome arcadico di Nusimene Cilezio
- Terenzio Alciati, teologo, col nome arcadico di Erminio Tacito[255]
- Michele Carlo Althann, arcivescovo di Bari, col nome arcadico di Adromene Inuntino[21]
- Michele Federico Althann, viceré di Napoli e vescovo di Vác, col nome arcadico di Teodalgo Miagriano[256]
- Giovanni Cristofano Amaduzzi, abate, filologo, linguista, col nome arcadico di Biante Didimeo[257].
- Ansaldo Ansaldi, giurista e letterato, col nome arcadico di Solando Nedeo[258]
- Alessandro Burgos, vescovo di Catania, col nome arcadico di Emone Lapizio[259]
- Antonio Eximeno, gesuita, col nome arcadico di Aristosseno Megareo[260]
- Pier Marcellino Corradini col nome arcadico di Filotimo Trochio[261]
- Ignác Desericzky O.Sch. P. (1702-1763)[21]
- Paris Maria Fossa col nome arcadico di Ledano Agroterico[262]
- Giuseppe Alessandro Furietti col nome arcadico di Entesto Calameo[263]
- Giuseppe Maria Galligari, vescovo di Narni, erudito, col nome arcadico di Lirnessio Timocrate[senza fonte]
- Antal Gánóczy, col nome arcadico di Floridenus Moenius[21]
- Filippo Antonio Gualterio col nome arcadico di Megalo Petrosacio[264]
- Ludovico Anselmo Gualterio col nome arcadico di Andrio Cilleno[265]
- János Hannulik (1745-1816) col nome arcadico di Seralbis Erimanticus (post 1780)[21]
- János András Kempelen, col nome arcadico di Sibellius Bitinicus[21]
- Imre Tamás Kreskai, (1748-1811)[21]
- Zsigmond Kollonich (1676-1751), col nome arcadico di Eroteo Nasilio[21]
- Giovanni Francesco Lazzarelli, abate, giurista e poeta, col nome arcadico di Altemone Sepiate[266]
- Cristoforo Migazzi col nome arcadico di Speusippo Aridio[267]
- Adam Patačić col nome arcadico di Syrasius Acrotophoricus[268]
- Benedetto Pamphilj, cardinale, col nome arcadico di Fenicio Larisseo[134].
- Simone Maria Poggi, gesuita, in Arcadia Nimeso Ergastico[269].
- János László Pyrker (1772-1847)[21]
- Alessandro Pollioni col nome arcadico di Anfriso Petromio[270]
- Bartolomeo Ruspoli, cardinale col nome arcadico di Dalgiso Asterionio[271]
- Salvino Salvini col nome arcadico di Criseno Elissoneo[272]
- Franciscus Sebastianovich (1741-1799), canonico di Zagabria, col nome arcadico di Corineus Lapisius[21]
- Ludovico Zucchini, canonico di Faenza, col nome arcadico di Gratindo Nerio[273]

### Scienziati
- Giulio Carlo Fagnani, matematico e poeta, entrato in Arcadia a soli sedici anni[274], col nome arcadico di Floristo Gnausonio[275].
- Ferdinando Antonio Ghedini (1684-1768), naturalista e poeta, col nome arcadico di Idaste Pauntino[276]
- Giovanni Maria Lancisi, medico e scienziato, col nome arcadico di Ersilio Macariano[277]
- Angelo Marchetti, astronomo
- Anton Francesco Bertini, medico e pubblicista, col nome arcadico di Archemio Anteate[278]
- Margherita Sparapani Gentili Boccapadule, appassionata di scienze naturali e di letteratura, col nome arcadico di Semira Epirense[279]

## Le cinque fasi dell'Arcadia
Isidoro Carini, nel 1891 tracciò un excursus storico dell'Arcadia, suddividendo la sua attività in cinque periodi: il primo fu quello gestito dal custode generale Crescimbeni, dal 1690 al 1728, di espansione romana e poi italiana; il secondo periodo, dal 1728 al 1743, sotto la guida di Francesco Lazzarini, fu quello di maggior prestigio, visti i nomi degli aderenti; il terzo, dal 1743 al 1766, con custode Michele Giuseppe Morei, segnò l'inizio del declino per le sorti dell'Arcadia; il quarto, tra il 1766 e il 1824, nel quale, secondo il Carini, l'Arcadia si ridusse ad una spenta accademia di sopravvissuti; un quinto compreso tra il 1824 e la fine del secolo, contraddistinto da un'attività distante dalla poesia moderna.

## L'Arcadia oggi

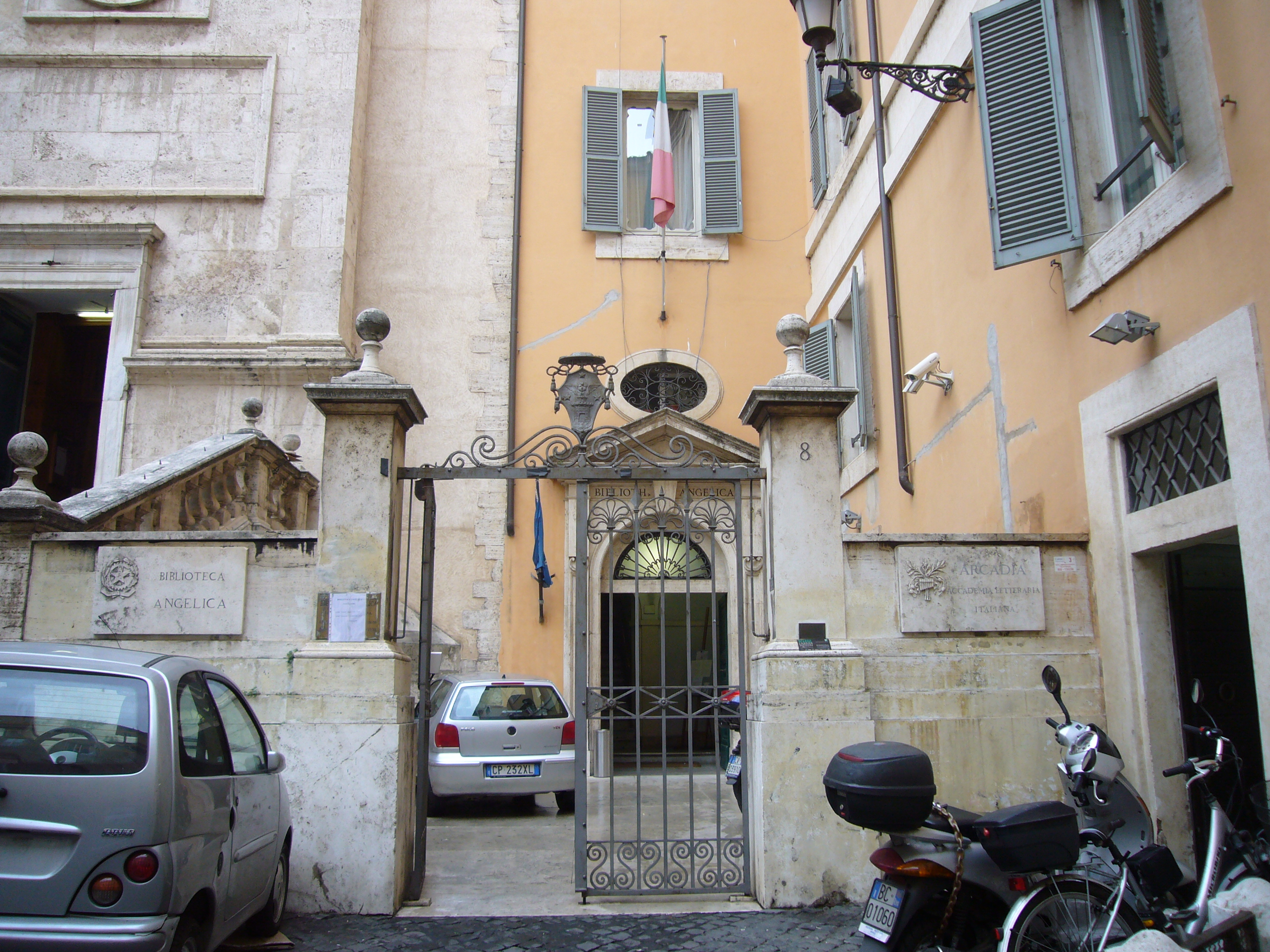
La sede dell'Arcadia in piazza Sant'Agostino

L'Accademia dell'Arcadia è tuttora in attività. Nel 1925 fu trasformata in un istituto di studi storici e letterari e assunse il "sottotitolo" di Accademia Letteraria Italiana. Attualmente è retta da uno statuto approvato il 1º maggio 1972. Dalla fine dell'Ottocento l'Arcadia ha pubblicato anche una sua rivista, a periodicità irregolare, e con diversi cambi di titolature: L'Arcadia: periodico mensile di scienze lettere ed arti (1889-1897); Giornale arcadico: rivista mensile di lettere scienze ed arti (1898-1916); L'Arcadia. Atti dell'Accademia e scritti dei soci (1917-1926); Atti dell'Accademia degli Arcadi e scritti dei soci (1927-1941); Atti e memorie dell'Arcadia (1948-1988/1989) (3.Ser. v.1 - v.9).
La sede attuale è a Roma presso la Biblioteca Angelica, in piazza di Sant'Agostino.